# St. Johannes (Warza)

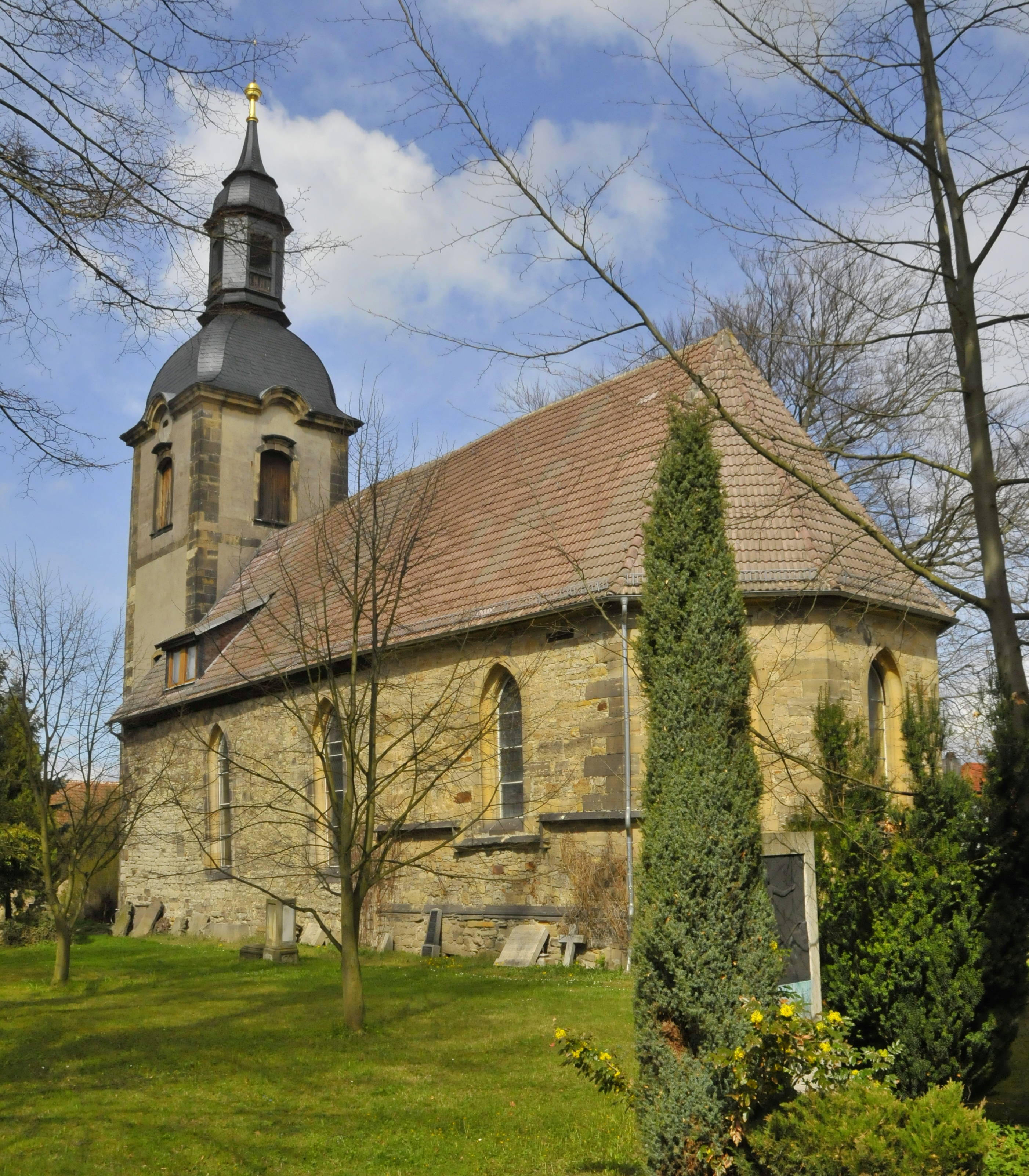
Dorfkirche St. Johannes

Die St.-Johannes-Kirche ist die Dorfkirche des Ortes Warza im thüringischen Landkreis Gotha und liegt am südlichen Dorfende.

## Geschichte

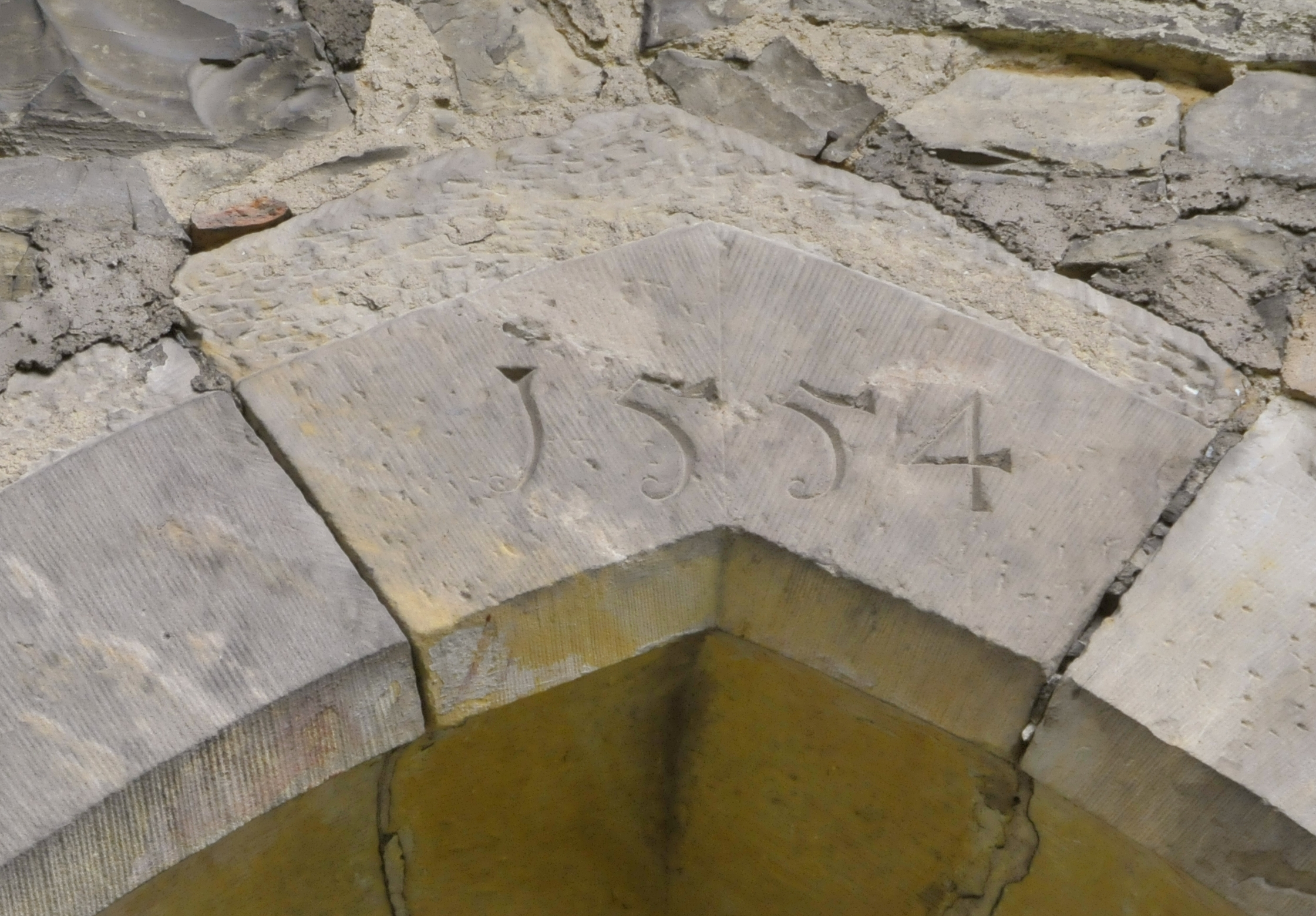
Schlussstein mit Jahreszahl 1554

Baubeginn für eine kleine achteckige Kapelle aus Seeberger Sandstein war am 5. Sonntag nach Ostern (Rogate) des Jahres 1520. Der Eingang zum Kirchturm befindet sich seitdem an der Nordseite des zwischen 1550 und 1554 umgebauten und erweiterten Gebäudes. Einige der ursprünglichen Steine sind am Haupteingang wieder verwendet worden. Im Jahr 1554 wurde die Kapelle mit Turm vergrößert. Die Jahreszahl findet sich im Schlussstein des westlichen Fensters in der Südwand des Schiffes.

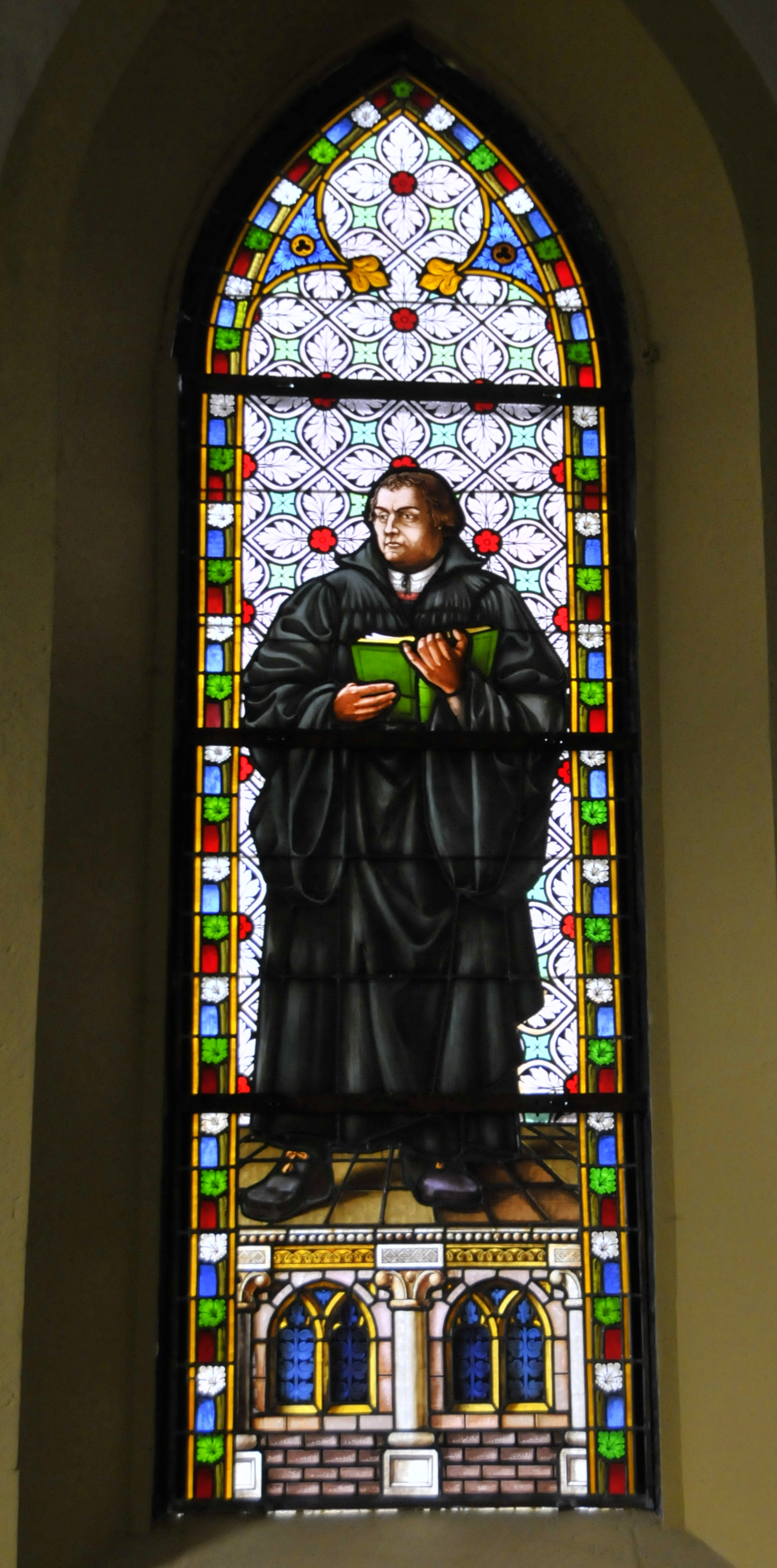
Lutherfenster

Der aus dem Jahr 1578 stammende Taufstein wurde gestohlen und durch eine Nachbildung ersetzt. 1728 wurden der Turm abgerissen und die Glocken auf dem kleinen Friedhof in einen Glockenstuhl gehängt. In den Turmneubau wurde eine kleine Sakristei eingebaut. 1825 erfolgte eine Erneuerung des Turmknopfs. 1840 erhielt die Kirche für 1400 Reichstaler eine Orgel mit einem geschlossenen Prospekt und einem ganz eigenen Klangbild. Sie wurde von Johann Friedrich Schulze erbaut und hat 20 Register auf zwei Manualen und Pedal. Seit 1880 schmückt ein Gemälde den Altarraum, der 1885 mit zwei neuen farbigen Fenstern ausgestattet wurde. 1890 folgte das Lutherfenster, das östliche der Fenster in der Südwand des Schiffes. Es zeigt Martin Luther auf dem Reichstag zu Worms. 1909 erhielt die Kirche zwei Fenster aus Dingelstädt.
Die beiden Weltkriege überstand das Gotteshaus weitestgehend unbeschadet.
Nach der Wende, im Herbst und Winter 1996/1997 renovierten ABM-Kräfte große Teile des Kirchenraumes. Fünf Bänke erhielten 2003 eine Sitzbankheizung, 2005 wurde die Dachrinne erneuert und die untere Treppe im Haupteingang. 2011 erhielt der Kirchturm ein neues Schieferdach aus Mayener Moselschiefer mit Laterne, Haube, goldener Turmkugel und goldener Wetterfahne. Dieser erste Bauabschnitt, finanziert von verschiedenen öffentlichen Geldgebern und Kirchengemeindemitgliedern, hat etwa 140.000 Euro gekostet.
In einer zweiten Bauphase (2011–2014) erfolgten umfangreiche Sanierungsarbeiten am Turm, an der Turmhaube und an der Uhr.
Weitere Erhaltungsmaßnahmen wie ein neuer Putz und die Archivierung, Restaurierung und Schutzbehandlung vieler auf dem Friedhof stehender oder durcheinander liegender Grab- oder auch Mauersteine stehen noch aus.
Die Kirchengemeinde Warza wurde zum 1. Januar 2013 aufgelöst und mit zehn weiteren Kirchengemeinden der Umgebung zur Ev. Emmaus-Kirchengemeinde Goldbach-Wangenheim zusammengeschlossen. Sie gehört zum Kirchenkreis Gotha der Evangelischen Kirche in Mitteldeutschland.

## Architektur
An der Nord- und Westwand des Schiffes hat die Kirche eine Doppelempore. Das Dach des Langbaus ist mit roten Ziegeln gedeckt. An die dreiflächige Chorwand im Osten und an die Südwand schließt sich ein großzügig angelegter Friedhof an mit einer Größe von etwa 3,36 Hektar.

## Bilder der Kirche

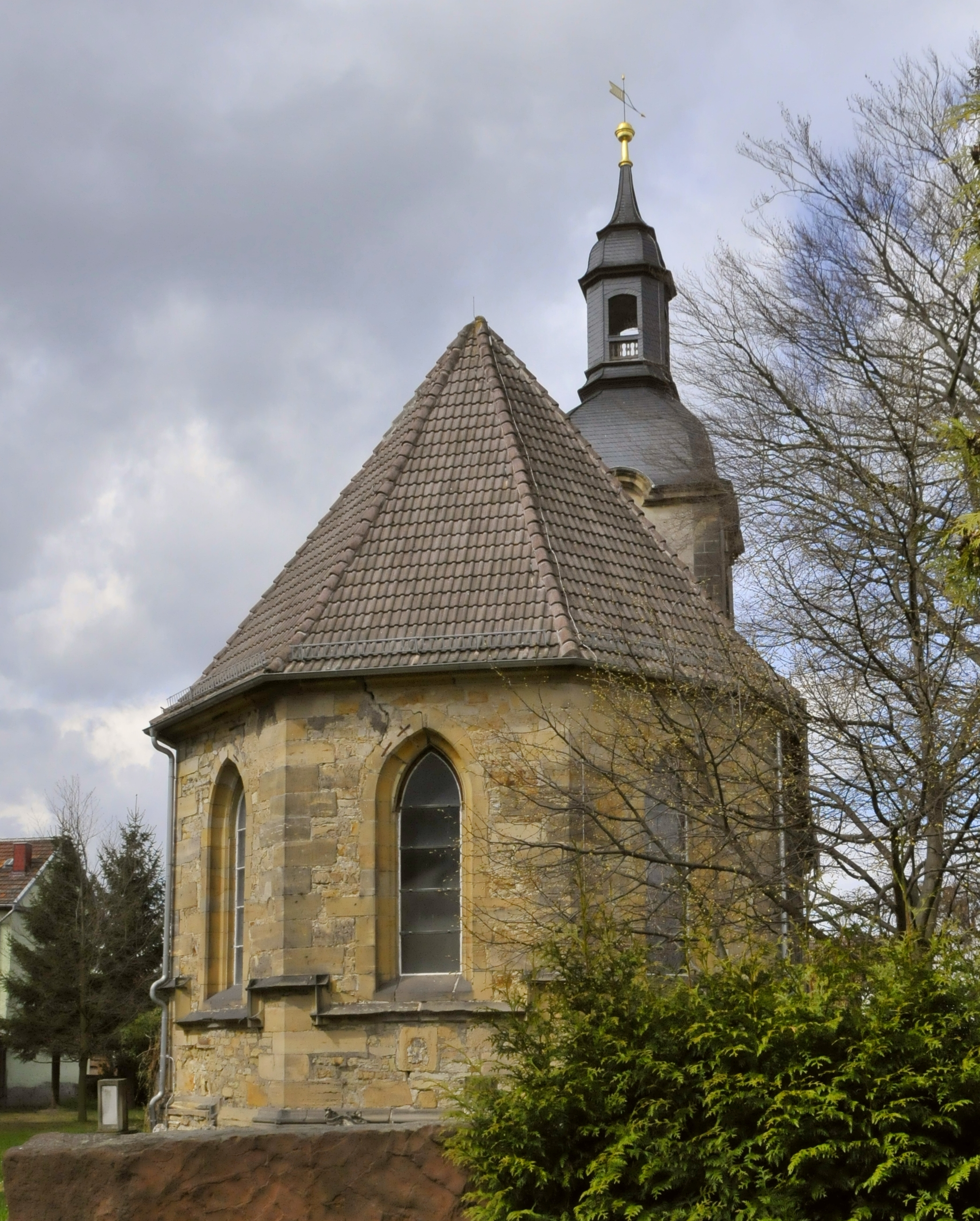
Ostseite, Chorseite
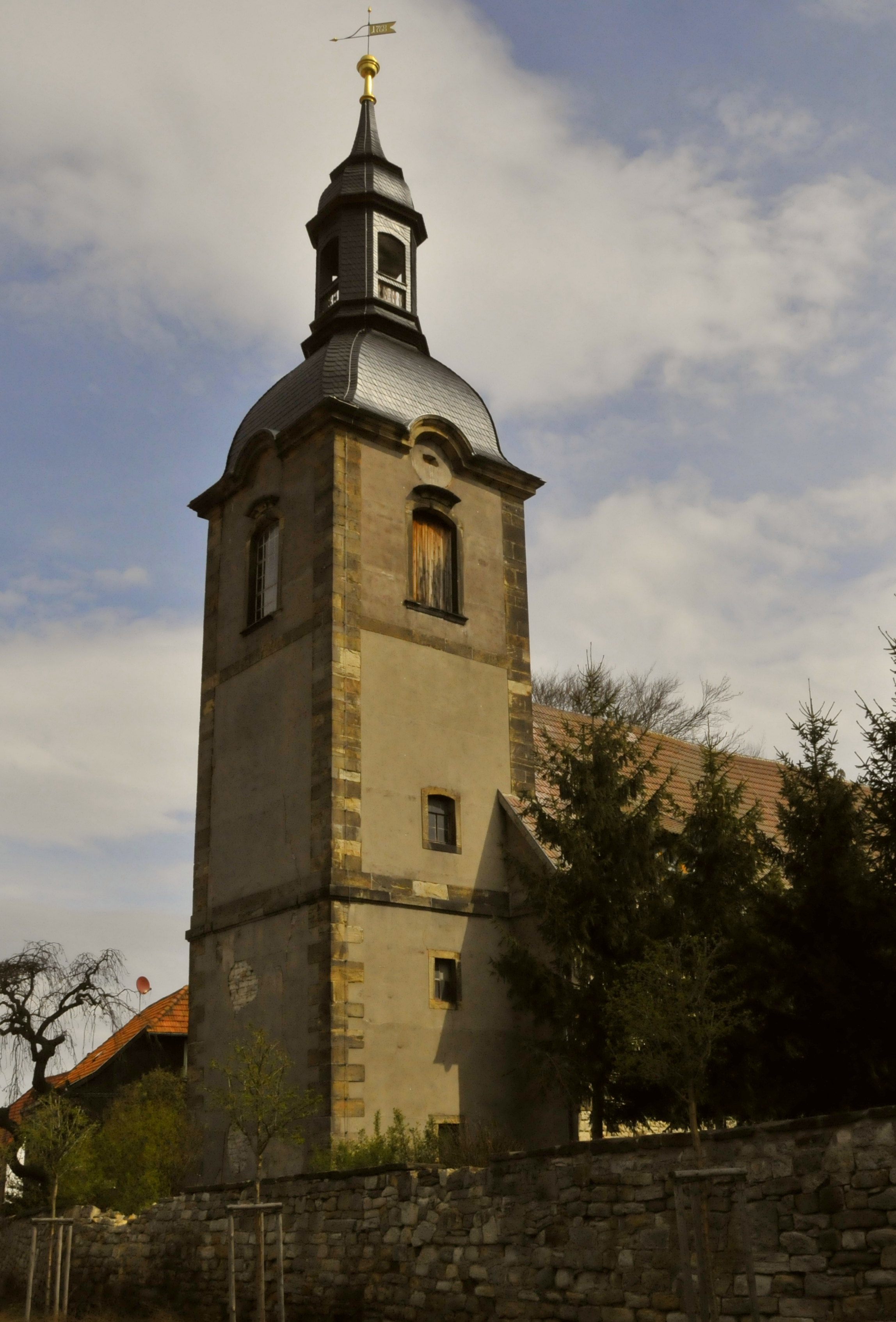
Südwestseite
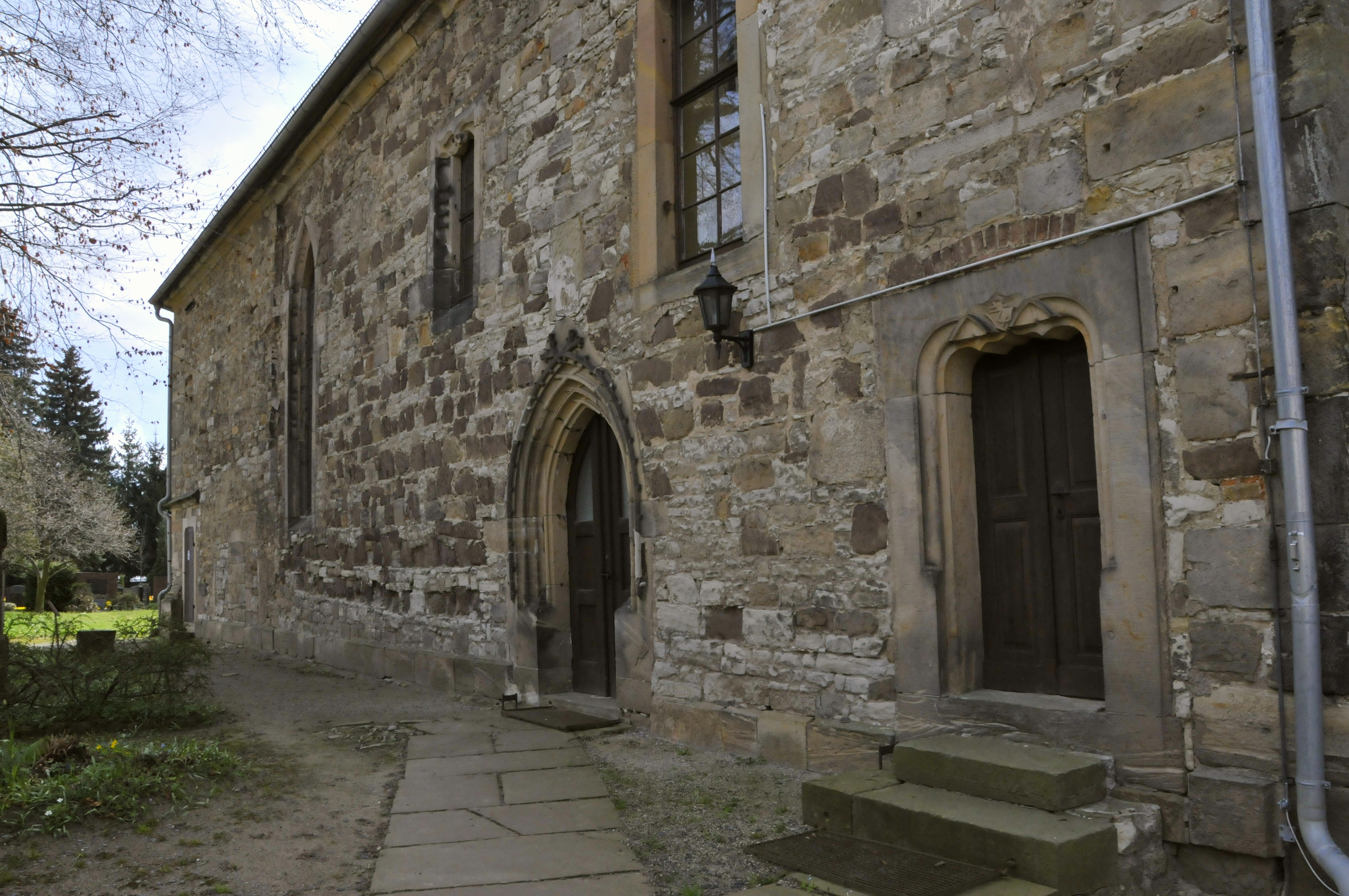
Nordseite des Kirchenschiffs
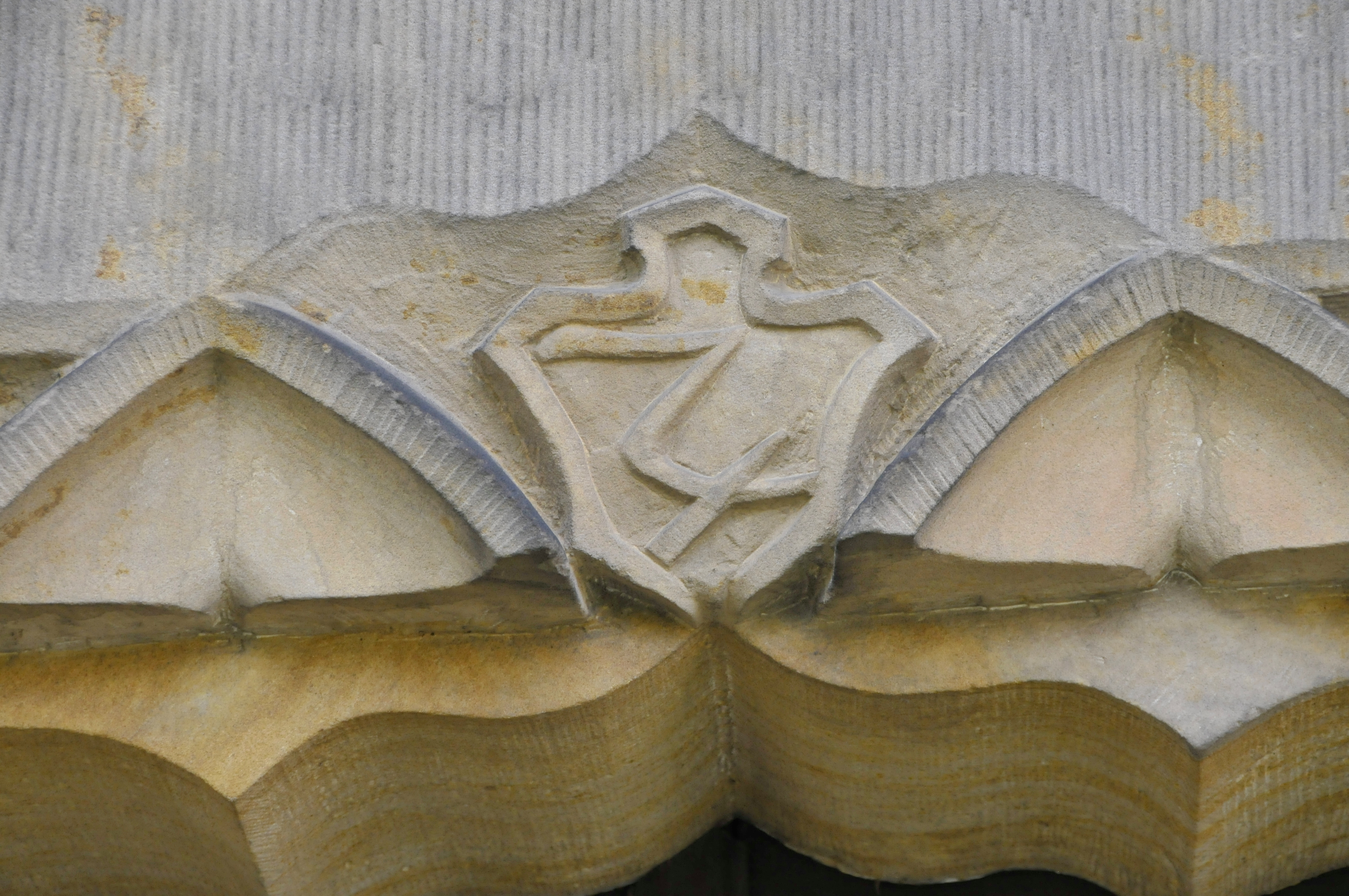
Schlussstein des Turmeingangs mit unbekanntem Zeichen
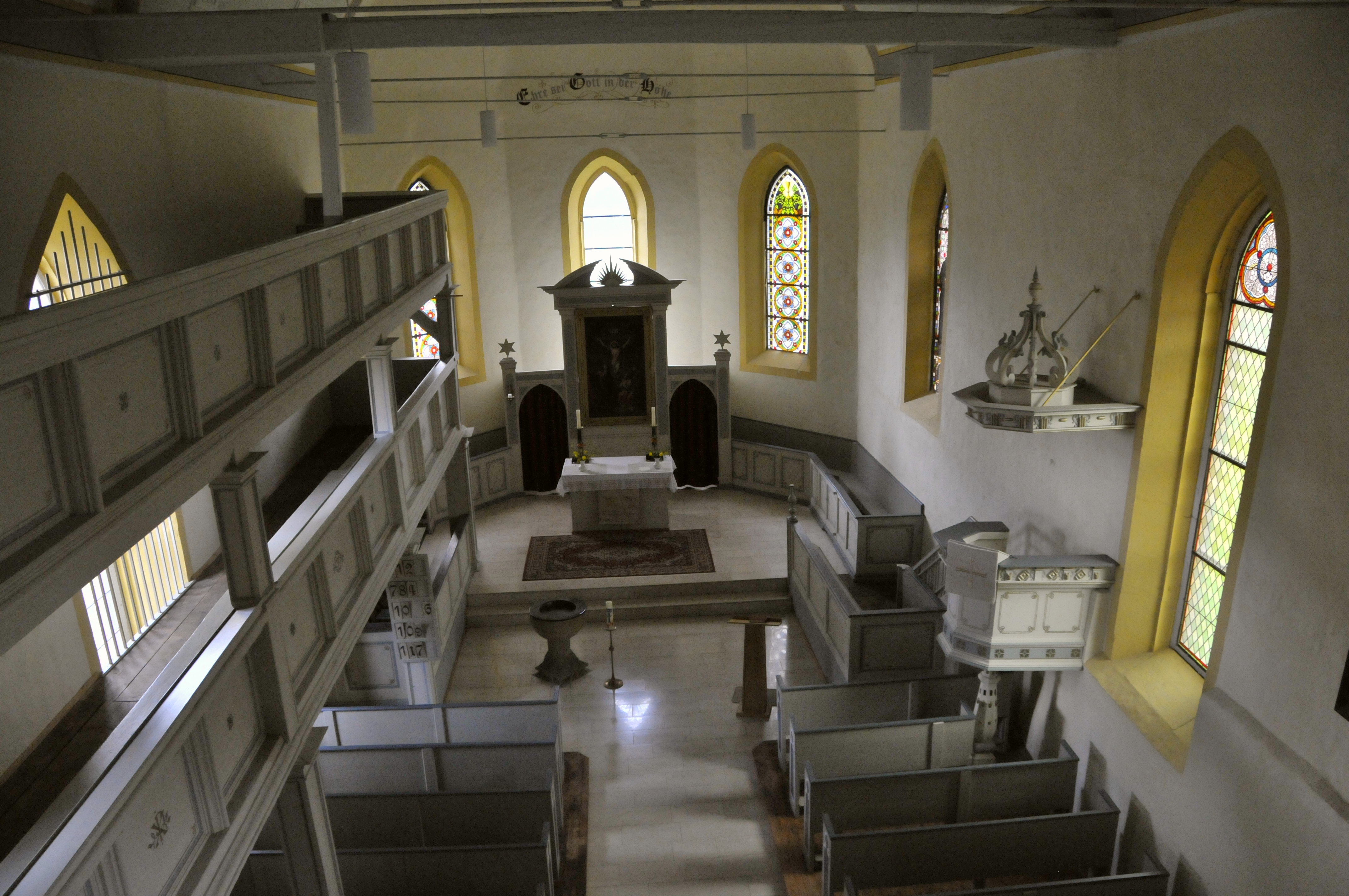
Blick in den Altarraum
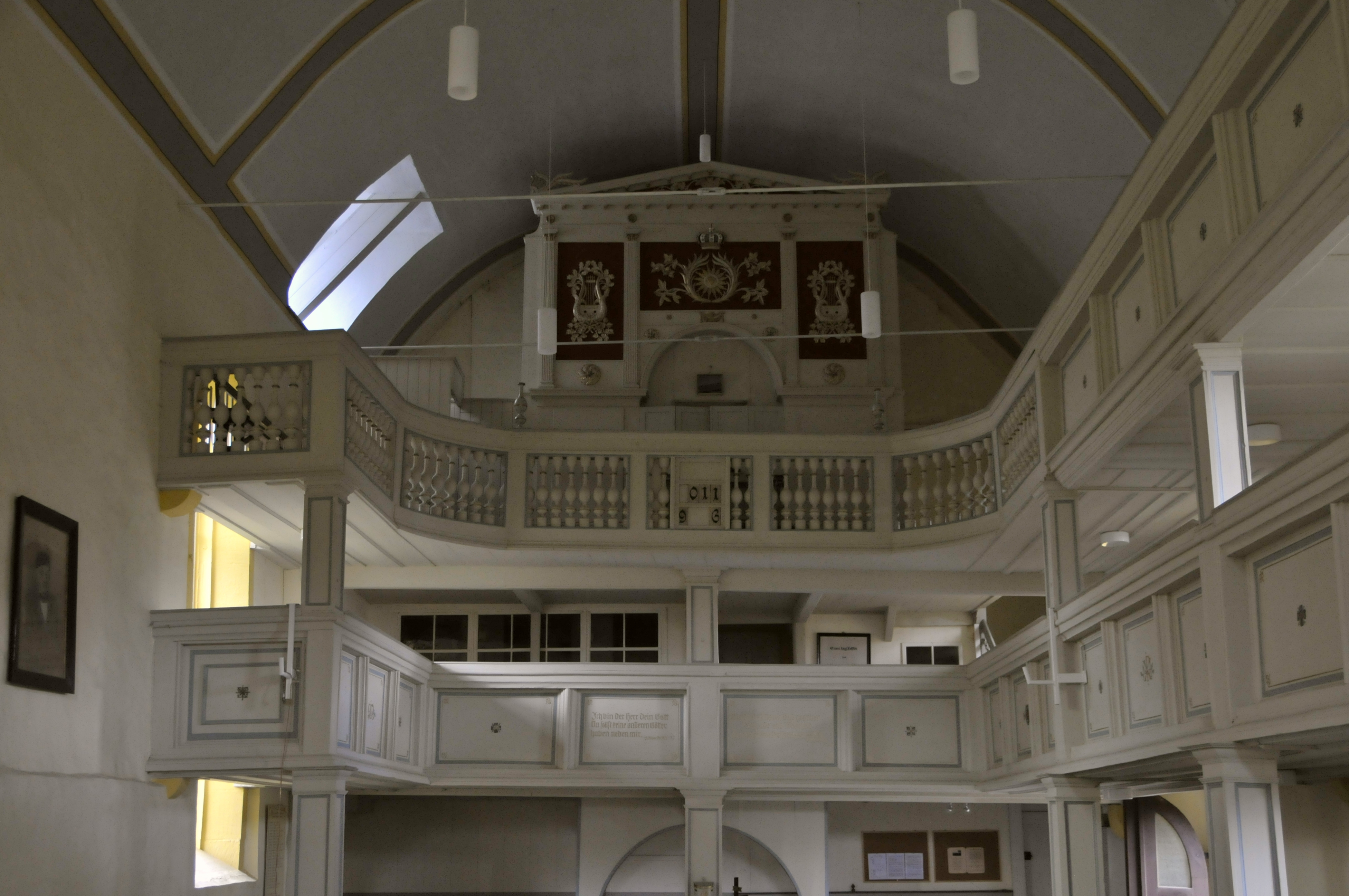
Blick zur Westseite des Schiffes mit Orgel
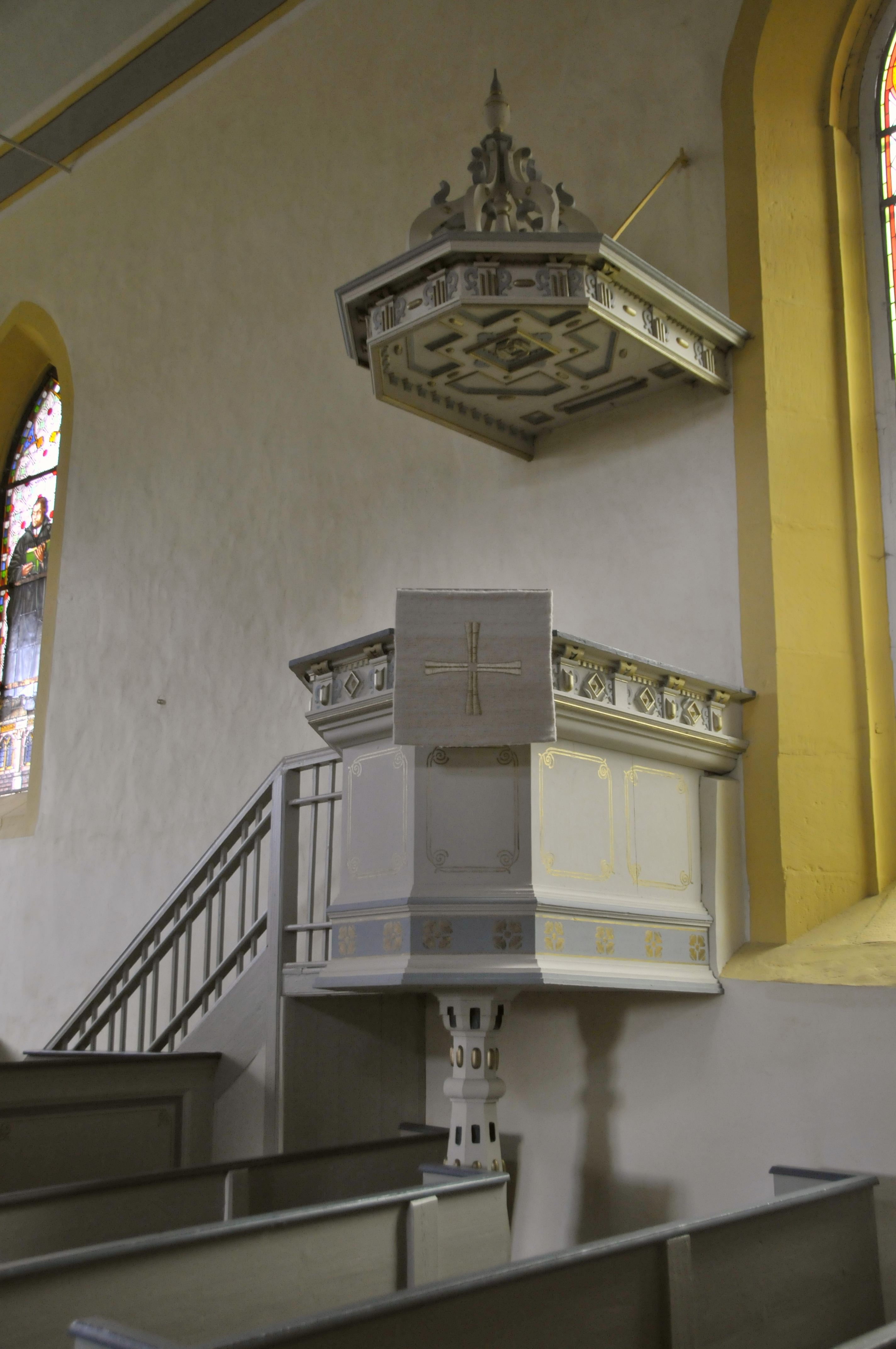
Kanzel
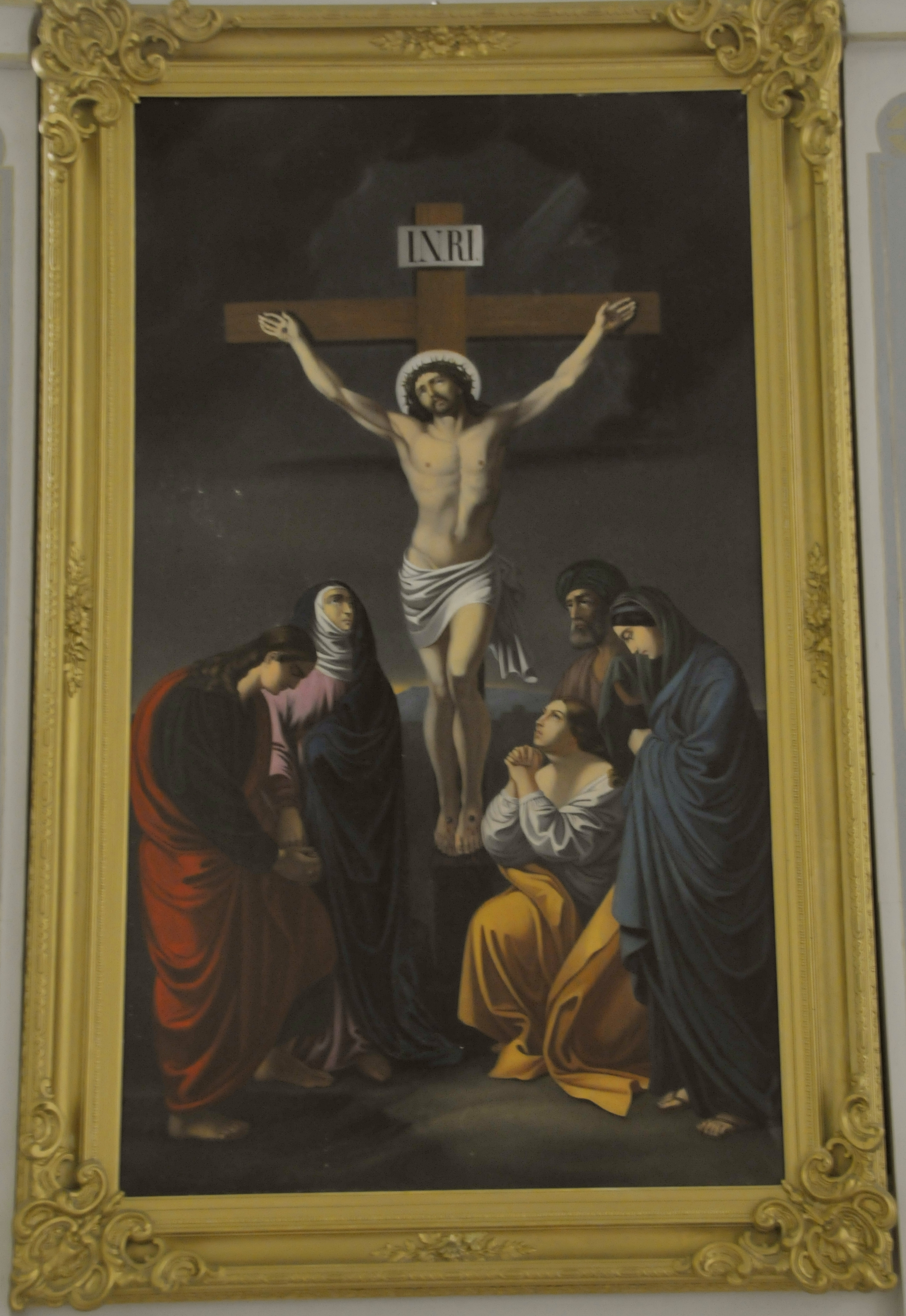
Altarbild
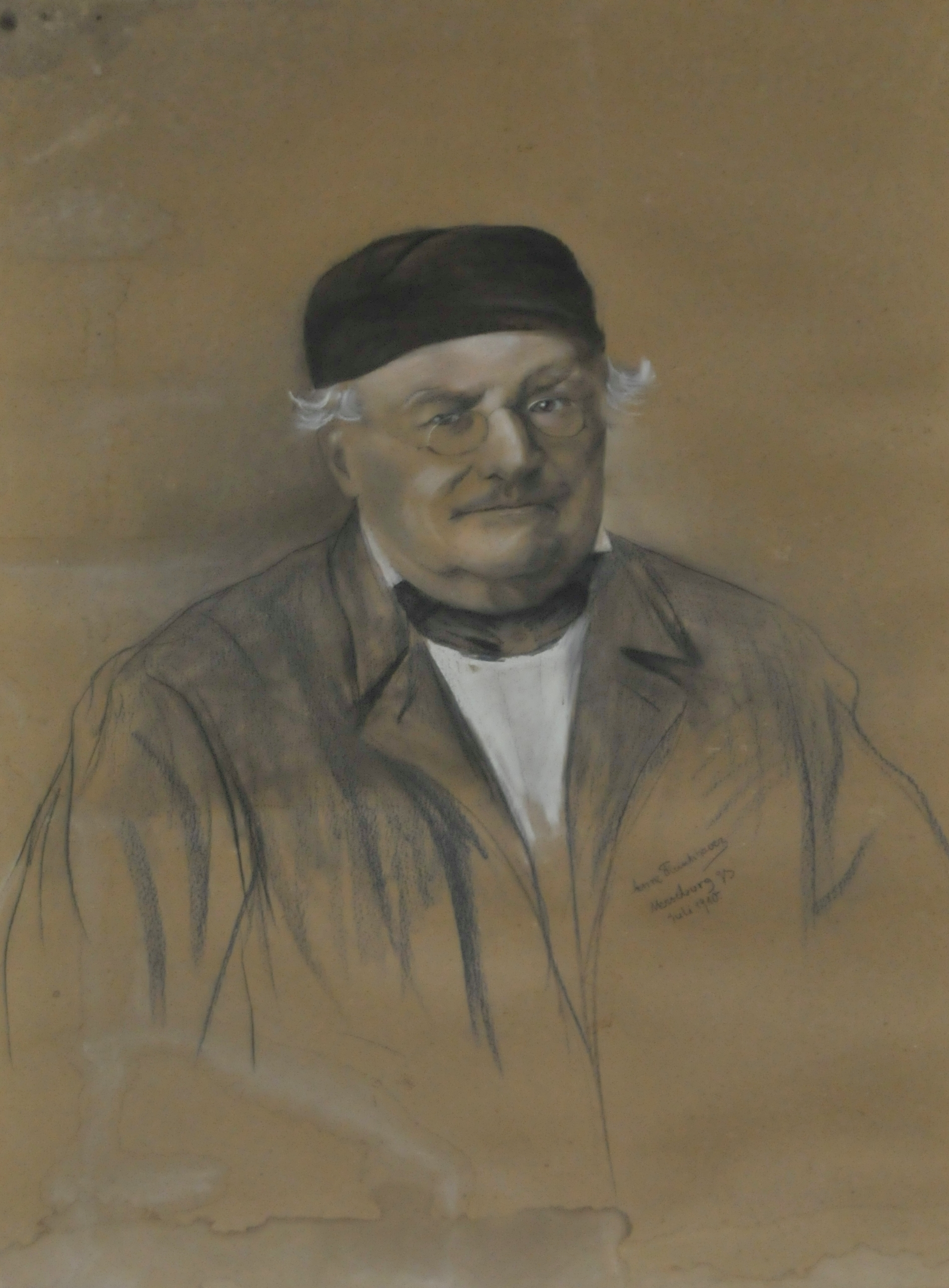
Porträt des Pfarrers Johann Heinrich Fleischhauer (1795–1870)
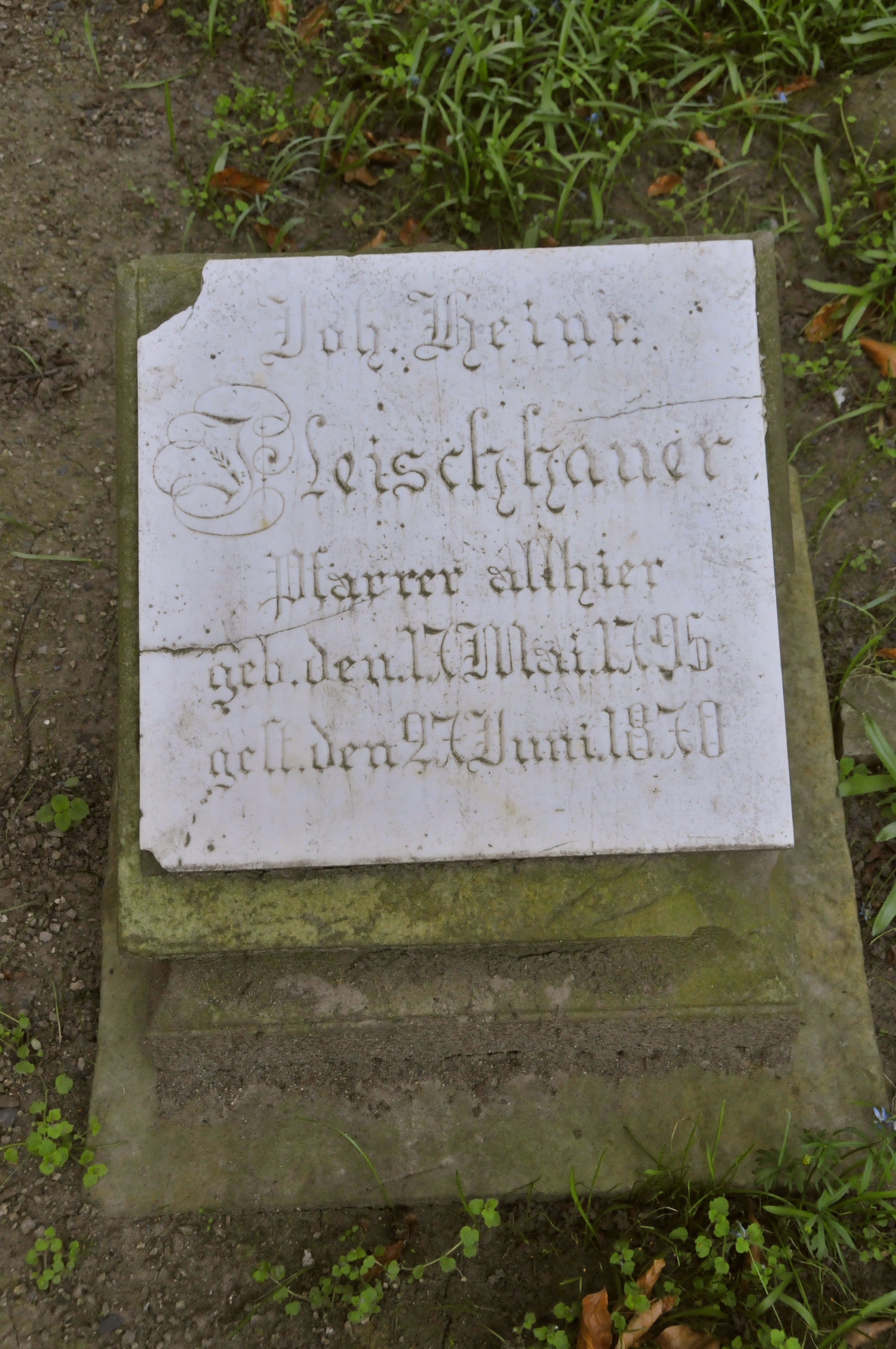
Grabstein von Fleischhauer